# Distrito electoral de Plymouth Devonport
Plymouth, Devonport fue, desde 1832 hasta 2010, un distrito electoral representado en la Cámara de los Comunes del Parlamento del Reino Unido. Cubría parte de la ciudad de Plymouth en el suroeste de Inglaterra, incluido el antiguo distrito de Devonport .

## Historia
El distrito electoral se creó con el nombre de Devonport en 1832 y eligió dos miembros hasta 1918, cuando el número se redujo a uno. Tras la fusión de Devonport con Plymouth, el distrito pasó a llamarse Plymouth, Devonport.
Devonport ha tenido varios parlamentarios destacados, entre ellos Leslie Hore-Belisha, Michael Foot (que comenzó su carrera en la Cámara de los Comunes en este escaño) y el exlíder del SDP David Owen. Una de sus diputadas más longevas fue la liberal nacional, posteriormente conservadora Joan Vickers, que ocupó el escaño desde 1955 hasta su derrota en las elecciones generales de febrero de 1974.

### Abolición
Tras la quinta revisión periódica de los distritos electorales de Westminster realizada por la Comisión de Límites de Inglaterra, los distritos electorales de Plymouth se reorganizaron y por tanto Plymouth Sutton como Plymouth Devonport fueron reemplazados por los nuevos distritos electorales de Plymouth Sutton y Devonport y Plymouth Moor View a partir de 2010.  La gran mayoría (casi el 90%) del distrito electoral de Plymouth Devonport pasó a formar parte del nuevo distrito electoral de Plymouth Moor View; la excepción fue el barrio de Devonport, que pasó a formar parte de Plymouth Sutton y Devonport. 

## Bordes
1918–1950: Los distritos del condado de Plymouth de Ford, Keyham, Molesworth, Nelson, St Aubyn y St Budeaux.
1950–1951: los distritos del condado de Plymouth de Ford, Keyham, Molesworth, Mount Edgecumbe, Nelson, Pennycross, St Aubyn, St Budeaux, St Peter y Stoke; y la parroquia de Tamerton Foliot en el distrito rural de Plympton St Mary.
1951–1955: los distritos del condado de Plymouth de Ernesettle, Ford, Molesworth, Nelson, Peverell, St Aubyn, St Budeaux, St Peter, Stoke, Tamerton y Trelawney.[3]
1955–1974: los distritos del condado de Plymouth de Drake, Ernesettle, Ford, Molesworth, Nelson, St Andrew, St Aubyn, St Budeaux, St Peter y Stoke.
1974–1983: distritos del condado de Plymouth de Ernesettle, Ford, St Andrew, St Aubyn, St Budeaux, St Peter y Stoke.
1983–1997: distritos de la ciudad de Plymouth de Budshead, Estover, Ham, Honicknowle, Keyham, St Budeaux y Southway.
1997–2010: distritos de la ciudad de Plymouth de Budshead, Eggbuckland, Estover, Ham, Honicknowle, Keyham, St Budeaux y Southway.
De 1950 a 1983, el distrito incluía el centro de la ciudad de Plymouth.

## Miembros del Parlamento

### Diputados entre 1832 y 1918

#### Primer escaño
| Representante                | Representante             | Representante                    | Partido                   | Inicio del mandato        | Fin del mandato                                     | Elecciones                              |
| ---------------------------- | ------------------------- | -------------------------------- | ------------------------- | ------------------------- | --------------------------------------------------- | --------------------------------------- |
|                              |                           | Edward Codrington (1770-1851)    | Whig                      | Enero 1833                | Enero 1840 (7 años y 23 días)                       | Elegido en 1832                         |
| Reelegido en 1835            |                           | Edward Codrington (1770-1851)    | Whig                      | Enero 1833                | Enero 1840 (7 años y 23 días)                       |                                         |
| Reelegido en 1837            |                           | Edward Codrington (1770-1851)    | Whig                      | Enero 1833                | Enero 1840 (7 años y 23 días)                       |                                         |
|                              |                           | Henry Tufnell (1805-1854)        | Whig                      | Enero 1840                | Mayo de 1854 (14 años, 3 meses y 18 días)           | Elegido en elecciones parciales de 1840 |
| Reelegido en 1841            |                           | Henry Tufnell (1805-1854)        | Whig                      | Enero 1840                | Mayo de 1854 (14 años, 3 meses y 18 días)           |                                         |
| Reelegido en 1847            |                           | Henry Tufnell (1805-1854)        | Whig                      | Enero 1840                | Mayo de 1854 (14 años, 3 meses y 18 días)           |                                         |
| Reelegido en 1852            |                           | Henry Tufnell (1805-1854)        | Whig                      | Enero 1840                | Mayo de 1854 (14 años, 3 meses y 18 días)           |                                         |
|                              |                           | Thomas Erskine Perry (1806-1882) | Whig                      | Mayo de 1854              | Agosto de 1859 (5 años, 2 meses y 29 días)          | Elegido en elecciones parciales de 1854 |
| Reelegido en 1857            |                           | Thomas Erskine Perry (1806-1882) | Whig                      | Mayo de 1854              | Agosto de 1859 (5 años, 2 meses y 29 días)          |                                         |
|                              | Liberal                   | Thomas Erskine Perry (1806-1882) | Reelegido en 1859         | Mayo de 1854              | Agosto de 1859 (5 años, 2 meses y 29 días)          |                                         |
|                              |                           | Michael Seymour (1802-1887)      | Liberal                   | Agosto de 1859            | Febrero de 1863 (3 años, 6 meses y 3 días)          | Elegido en elecciones parciales de 1859 |
|                              |                           | William Ferrand (1809-1889)      | Conservador               | Febrero de 1863           | Mayo de 1866 (3 años, 3 meses y 10 días)            | Elegido en elecciones parciales de 1863 |
| Reelegido en 1865            |                           | William Ferrand (1809-1889)      | Conservador               | Febrero de 1863           | Mayo de 1866 (3 años, 3 meses y 10 días)            |                                         |
|                              |                           | William Eliot (1829-1881)        | Liberal                   | Mayo de 1866              | Enero 1869 (2 años, 7 meses y 10 días)              | Elegido en elecciones parciales de 1866 |
|                              |                           | John Delaware Lewis (1828-1884)  | Liberal                   | Enero 1869                | Febrero de 1874 (5 años, 1 mes y 16 días)           | Elegido en 1868                         |
|                              |                           | John Henry Puleston (1830-1908)  | Conservador               | Febrero de 1874           | 4 de julio de 1892 (18 años, 4 meses y 15 días)     | Elegido en 1874                         |
| Reelegido en 1880            |                           | John Henry Puleston (1830-1908)  | Conservador               | Febrero de 1874           | 4 de julio de 1892 (18 años, 4 meses y 15 días)     |                                         |
| Reelegido en 1885            |                           | John Henry Puleston (1830-1908)  | Conservador               | Febrero de 1874           | 4 de julio de 1892 (18 años, 4 meses y 15 días)     |                                         |
| Reelegido en 1886            |                           | John Henry Puleston (1830-1908)  | Conservador               | Febrero de 1874           | 4 de julio de 1892 (18 años, 4 meses y 15 días)     |                                         |
|                              |                           | E. J. C. Morton (1856-1902)      | Liberal                   | 26 de julio de 1892       | 3 de octubre de 1902 (10 años, 2 meses y 8 días)    | Elegido en 1892                         |
| Reelegido en 1895            |                           | E. J. C. Morton (1856-1902)      | Liberal                   | 26 de julio de 1892       | 3 de octubre de 1902 (10 años, 2 meses y 8 días)    |                                         |
| Reelegido en 1900            |                           | E. J. C. Morton (1856-1902)      | Liberal                   | 26 de julio de 1892       | 3 de octubre de 1902 (10 años, 2 meses y 8 días)    |                                         |
|                              |                           | John Lockie (1863-1906)          | Conservador               | 22 de octubre de 1902     | Junio de 1904 (1 año, 7 meses y 10 días)            | Elegido en elecciones parciales de 1902 |
|                              |                           | John Benn (1850-1922)            | Liberal                   | Junio de 1904             | 15 de enero de 1910 (5 años, 7 meses y 14 días)     | Elegido en elecciones parciales de 1904 |
| Reelegido en 1906            |                           | John Benn (1850-1922)            | Liberal                   | Junio de 1904             | 15 de enero de 1910 (5 años, 7 meses y 14 días)     |                                         |
|                              |                           | John Jackson (1851-1919)         | Conservador               | 10 de febrero de 1910     | 14 de diciembre de 1918 (8 años, 10 meses y 4 días) | Elegido en enero de 1910                |
| Elegido en diciembre de 1910 |                           | John Jackson (1851-1919)         | Conservador               | 10 de febrero de 1910     | 14 de diciembre de 1918 (8 años, 10 meses y 4 días) |                                         |
| Reducido a un solo escaño    | Reducido a un solo escaño | Reducido a un solo escaño        | Reducido a un solo escaño | Reducido a un solo escaño | Reducido a un solo escaño                           | 1918                                    |

### Diputados entre 1918 y 2010
| Representante                | Representante                  | Representante                     | Partido           | Inicio del mandato      | Fin del mandato                                     | Elecciones                 |
| ---------------------------- | ------------------------------ | --------------------------------- | ----------------- | ----------------------- | --------------------------------------------------- | -------------------------- |
|                              |                                | Clement Kinloch-Cooke (1854-1944) | Unionista         | 14 de diciembre de 1918 | 6 de diciembre de 1923 (4 años, 11 meses y 23 días) | Elegido en 1918            |
| Reelegido en 1922            |                                | Clement Kinloch-Cooke (1854-1944) | Unionista         | 14 de diciembre de 1918 | 6 de diciembre de 1923 (4 años, 11 meses y 23 días) |                            |
|                              |                                | Leslie Hore-Belisha (1893-1957)   | Liberal           | 6 de diciembre de 1923  | 26 de julio de 1945 (21 años, 7 meses y 20 días)    | Elegido en 1923            |
| Reelegido en 1924            |                                | Leslie Hore-Belisha (1893-1957)   | Liberal           | 6 de diciembre de 1923  | 26 de julio de 1945 (21 años, 7 meses y 20 días)    |                            |
| Reelegido en 1929            |                                | Leslie Hore-Belisha (1893-1957)   | Liberal           | 6 de diciembre de 1923  | 26 de julio de 1945 (21 años, 7 meses y 20 días)    |                            |
|                              | Nacional Liberal               | Leslie Hore-Belisha (1893-1957)   | Reelegido en 1931 | 6 de diciembre de 1923  | 26 de julio de 1945 (21 años, 7 meses y 20 días)    |                            |
| Reelegido en 1935            | Nacional Liberal               | Leslie Hore-Belisha (1893-1957)   |                   | 6 de diciembre de 1923  | 26 de julio de 1945 (21 años, 7 meses y 20 días)    |                            |
| -                            | Nacional Liberal               | Leslie Hore-Belisha (1893-1957)   |                   | 6 de diciembre de 1923  | 26 de julio de 1945 (21 años, 7 meses y 20 días)    |                            |
|                              | Independiente Nacional         | Leslie Hore-Belisha (1893-1957)   |                   | 6 de diciembre de 1923  | 26 de julio de 1945 (21 años, 7 meses y 20 días)    |                            |
|                              |                                | Michael Foot (1913-2010)          | Laborista         | 26 de julio de 1945     | 5 de abril de 1955 (9 años, 8 meses y 10 días)      | Elegido en 1945            |
| Reelegido en 1950            |                                | Michael Foot (1913-2010)          | Laborista         | 26 de julio de 1945     | 5 de abril de 1955 (9 años, 8 meses y 10 días)      |                            |
| Reelegido en 1951            |                                | Michael Foot (1913-2010)          | Laborista         | 26 de julio de 1945     | 5 de abril de 1955 (9 años, 8 meses y 10 días)      |                            |
|                              |                                | Joan Vickers (1907-1994)          | Nacional Liberal  | 26 de mayo de 1955      | 12 de marzo de 1974 (18 años, 9 meses y 17 días)    | Elegida en 1955            |
| Reelegida en 1959            |                                | Joan Vickers (1907-1994)          | Nacional Liberal  | 26 de mayo de 1955      | 12 de marzo de 1974 (18 años, 9 meses y 17 días)    |                            |
|                              | Conservador                    | Joan Vickers (1907-1994)          | Reelegida en 1964 | 26 de mayo de 1955      | 12 de marzo de 1974 (18 años, 9 meses y 17 días)    |                            |
| Reelegida en 1966            | Conservador                    | Joan Vickers (1907-1994)          |                   | 26 de mayo de 1955      | 12 de marzo de 1974 (18 años, 9 meses y 17 días)    |                            |
| Reelegida en 1970            | Conservador                    | Joan Vickers (1907-1994)          |                   | 26 de mayo de 1955      | 12 de marzo de 1974 (18 años, 9 meses y 17 días)    |                            |
|                              |                                | David Owen (1938-)                | Laborista         | 12 de marzo de 1974     | 16 de marzo de 1992 (18 años y 4 días)              | Elegido en febrero de 1974 |
| Reelegido en octubre de 1974 |                                | David Owen (1938-)                | Laborista         | 12 de marzo de 1974     | 16 de marzo de 1992 (18 años y 4 días)              |                            |
| Reelegido en 1979            |                                | David Owen (1938-)                | Laborista         | 12 de marzo de 1974     | 16 de marzo de 1992 (18 años y 4 días)              |                            |
|                              | SDP                            | David Owen (1938-)                | Reelegido en 1983 | 12 de marzo de 1974     | 16 de marzo de 1992 (18 años y 4 días)              |                            |
| Reelegido en 1987            | SDP                            | David Owen (1938-)                |                   | 12 de marzo de 1974     | 16 de marzo de 1992 (18 años y 4 días)              |                            |
| -                            | SDP                            | David Owen (1938-)                |                   | 12 de marzo de 1974     | 16 de marzo de 1992 (18 años y 4 días)              |                            |
|                              | SDP (1988)                     | David Owen (1938-)                |                   | 12 de marzo de 1974     | 16 de marzo de 1992 (18 años y 4 días)              |                            |
|                              | Independiente Social Demócrata | David Owen (1938-)                |                   | 12 de marzo de 1974     | 16 de marzo de 1992 (18 años y 4 días)              |                            |
|                              |                                | David Jamieson (1947-)            | Laborista         | 9 de abril de 1992      | 5 de mayo de 2005 (13 años y 26 días)               | Elegido en 1992            |
| Reelegido en 1997            |                                | David Jamieson (1947-)            | Laborista         | 9 de abril de 1992      | 5 de mayo de 2005 (13 años y 26 días)               |                            |
| Reelegido en 2001            |                                | David Jamieson (1947-)            | Laborista         | 9 de abril de 1992      | 5 de mayo de 2005 (13 años y 26 días)               |                            |
|                              |                                | Alison Seabeck (1954-)            | Laborista         | 5 de mayo de 2005       | 12 de abril de 2010 (4 años, 11 meses y 7 días)     | Elegido en 2005            |

## Elecciones

### Elecciones en la década de 1830
|  | 44.55 % |

|  | 33.70 % |

|  | 21.75 % |

|  | 100 % |

|  | 83.12 % |

|  | 16.88 % |

### Elecciones en la década de 1840
Edward Codrington dimitió al aceptar el cargo de administrador de la mansión de East Hendred, lo que provocó una elección parcial.
|  | 56.50 % |

|  | 43.50 % |

|  | 100 % |

|  | 81.30 % |

|  | 18.70 % |

### Elecciones en la década de 1850
Thomas Erskine Perry dimitió tras ser nombrado miembro del Consejo de la India, lo que provocó una elección parcial.
|  | 51.14 % |

|  | 48.86 % |

|  | 100 % |

|  | 77.70 % |

|  | 22.30 % |

### Elecciones en la década de 1860
Michael Seymour dimitió, lo que provocó una elección parcial.
|  | 50.61 % |

|  | 49.39 % |

|  | 100 % |

|  | 88.40 % |

|  | 11.60 % |

### Elecciones en la década de 1900
|  | 50.19 % |

|  | 49.81 % |

|  | 100 % |

|  | 84.30 % |

|  | 15.70 % |

### Elecciones en la década de 1940
|  | 54.06 % |

|  | 45.94 % |

|  | 100 % |

|  | 71.11 % |

|  | 28.89 % |

### Elecciones en la década de 1970
|  | 51.62 % |

|  | 48.38 % |

|  | 100 % |

|  | 70.95 % |

|  | 29.05 % |

|  | 42.19 % |

|  | 41.02 % |

|  | 16.79 % |

|  | 100 % |

|  | 75.30 % |

|  | 24.70 % |

|  | 47.27 % |

|  | 41.14 % |

|  | 10.74 % |

|  | 0.85 % |

|  | 100 % |

|  | 73.50 % |

|  | 26.50 % |

|  | 47.41 % |

|  | 44.55 % |

|  | 6.76 % |

|  | 0.70 % |

|  | 0.58 % |

|  | 100 % |

|  | 72.30 % |

|  | 27.70 % |

### Elecciones en la década de 1980
|  | 44.34 % |

|  | 33.84 % |

|  | 20.94 % |

|  | 0.62 % |

|  | 0.15 % |

|  | 0.11 % |

|  | 100 % |

|  | 76.10 % |

|  | 23.90 % |

|  | 42.27 % |

|  | 29.27 % |

|  | 28.46 % |

|  | 100 % |

|  | 77.20 % |

|  | 22.80 % |

### Elecciones en la década de 2000
|  | 58.30 % |

|  | 27.06 % |

|  | 10.82 % |

|  | 2.30 % |

|  | 0.80 % |

|  | 0.72 % |

|  | 100 % |

|  | 56.60 % |

|  | 43.40 % |

|  | 44.30 % |

|  | 25.01 % |

|  | 19.04 % |

|  | 7.91 % |

|  | 1.78 % |

|  | 1.06 % |

|  | 0.90 % |

|  | 100 % |

|  | 57.70 % |

|  | 42.30 % |